# Star Wars : Le Pouvoir de la Force
Star Wars : Le Pouvoir de la Force (Star Wars: The Force Unleashed en version originale) est un jeu d'action développé par LucasArts en collaboration avec ILM, sorti en septembre 2008. Le jeu est disponible sur les consoles de salon PlayStation 2, PlayStation 3, Wii, Xbox 360 et les consoles portables Nintendo DS et PSP. Il existe une version Windows et Mac OS X du jeu.
Lors de l’annonce du Nintendo direct du 9 février 2022, il est annoncé que le jeu sortira sur Nintendo Switch le 20 avril 2022 et qu’il sera basé sur la version Nintendo Wii et édité par Aspyr.
Le jeu s'inscrit dans le projet multimédia Le Pouvoir de la Force inachevé, comportant également une suite, et décliné en roman et bande dessinée et figurines. Ce type de déclinaison « tout sauf le film » était déjà apparu pour Les Ombres de l'Empire. Le jeu se situe entre l'épisode III et l'épisode IV, et raconte la naissance de l'alliance rebelle et l'histoire de l'apprenti secret de Dark Vador. Cependant, le 14 décembre 2013, Pablo Hidalgo annonce officiellement que Le Pouvoir de la Force n'est plus canon dans la continuité de l'univers étendu.
L'Ultimate Sith Edition est sortie pour l'automne 2009 sur PlayStation 3, Xbox 360, PC (Windows et Mac OS X). Une suite est sortie en octobre 2010 : Star Wars : Le Pouvoir de la Force II.

## Trame

### Synopsis
Basé sur l'univers Star Wars, le jeu se déroule entre La Revanche des Sith et Un nouvel espoir. Le joueur incarne l'apprenti secret de Dark Vador et doit l'assister dans sa croisade contre les Jedi.
À en croire un article paru dans Lucasfilm Magazine no 65, la novélisation du jeu vidéo (écrite par Sean Williams) aurait été approuvée par George Lucas lui-même comme étant un volet officiel de la saga. Particularité assez rare pour être soulignée puisque de nombreux produits utilisant la licence Star Wars sont par défaut considérés comme faisant partie de l'univers étendu.
L'histoire débute sur Kashyyyk, la planète des Wookiees, juste après la fin de la Guerre des Clones. Dark Vador apprend que les Wookiees y cachent un Chevalier Jedi, Kento Marek. Vador se rend en personne sur la planète pour trouver ce Jedi. Cette première mission est en réalité un didacticiel qui permettra au joueur de se familiariser aux commandes du jeu. Lorsque Vador trouve le Jedi, c'est le premier ennemi que le joueur affrontera. Vador en vient donc logiquement à vaincre ce Jedi. Mais avant de porter le coup de grâce, le sabre laser du Seigneur Noir des Sith lui est retiré de sa main par la Force. Vador se retourne et voit un jeune garçon, qui n'est autre que le fils de Kento Marek. Le Seigneur Noir des Sith sent la Force émaner du petit garçon... À ce moment-là, Dark Vador sent que le potentiel du jeune garçon peut être exploité C'est alors qu'il tue les Impériaux qui arrivent sur les lieux et prend l'enfant sous son aile.
On retrouve l'enfant quelques années plus tard. Il est devenu un jeune homme, et durant ces années passées avec son nouveau Maître, il a appris l'art qu'est le Côté Obscur de la Force. Son maniement du sabre laser sert à se défendre ou à blesser, mais pas à tuer : ses pouvoirs psychiques ont cette fonction. Mais ce fut un entraînement très dur, notamment en raison du droïde PROXY, chargé de servir l'apprenti, mais aussi de le défier régulièrement afin de le tuer. Cependant, Dark Vador décide de mettre à l'épreuve son jeune apprenti et lui donne pour mission d'éliminer le Général Rahm Kota, un Jedi survivant à l'Ordre 66 qui s'était emparé d'une usine de chasseurs TIE de l'Empire Galactique, en orbite autour de la planète Nar Shaada. Lorsqu'il arrive à son vaisseau, il découvre que son pilote est une jeune femme et est troublé. Après avoir fait connaissance avec celle-ci, nommée Juno Eclipse, Starkiller se rend à l'usine de chasseurs. Il y trouve le Général Rahm Kota, qui l'informe que Vador le trahira un jour et que Starkiller se détournera du Côté Obscur. Ensemble, ils décident de former un groupe de résistants à l'Empire. Vador s'en aperçoit et demande aux Impériaux de les capturer. Starkiller affronte Vador puis défie l'Empereur en l'affrontant, faisant diversion afin que le Général Rahm Kota puisse évacuer les Sénateurs de l'Étoile de la Mort. Après avoir informé que Starkiller est mort, l'Empereur dit à Vador que le garçon est devenu plus puissant que jamais. Sur Alderaan, le groupe de Rebelles se nomme l'Alliance Rebelle, en l'honneur de Starkiller, sans qui, rien de tout cela n'aurait été possible.
Fin alternative
Si Starkiller choisit d'affronter et d'éliminer Vador, celui-ci défiera l'Empereur ensuite. Vaincu par l'Empereur, son corps sera restauré et une armure sera greffée à même la peau de Starkiller, armure qui décuple ses pouvoirs Sith. L'Empereur envoie ensuite Starkiller sur Tatooine et Hoth, éliminer les Jedi Obi-Wan "Ben" Kenobi et Luke Skywalker. Il est désormais un Sith à part entière, l'Assassin Sith personnel de l'Empereur...

### Personnages
- Galen Marek (sous le pseudonyme Starkiller) : Apprenti secret de Dark Vador (VF : Cyrille Monge). Ce jeune apprenti du Côté Obscur fut formé dès son plus jeune âge par Dark Vador en personne et en cachette. Ignorant ses propres origines, il fut chargé par le Seigneur Noir des Sith de traquer et éliminer les survivants de l'Ordre 66.
- Dark Vador : Grand Seigneur Noir des Sith responsable de l'armée Impériale (VF : Denis Boileau).
- Empereur Palpatine / Dark Sidious : Grand Empereur de l'Empire Galactique (VF : Yves-Marie Maurin).
- Shaak Ti : Maître Jedi Togruta retranchée sur Felucia après avoir survécu à l'Ordre 66 (VF : Nathalie Homs).
- Rahm Kota : Maître Jedi ayant survécu à l'Ordre 66, pendant la Guerre des Clones, il refusa de diriger une armée de Clones, il n'avait pas confiance en eux, alors il prit la tête d'une troupe de miliciens. (VF : Denis Boileau).
- Maris Brood : Apprentie Jedi Zabrak formée par Shaak Ti sur Felucia (VF : Florence Dumortier).
- Juno Eclipse : la plus jeune pilote de l'Empire, qui conduit le Rogue Shadow, vaisseau de l'apprenti de Dark Vador (VF : Françoise Cadol).
- PROXY : un droïde unique en son genre qui est un peu ce que C-3PO était à Anakin Skywalker dans sa jeunesse. Capable de prendre diverses apparences, il fait office de téléphone portable pour Starkiller. Il a aussi reçu l'ordre de Dark Vador de tenter régulièrement de tuer le jeune garçon, afin de lui apprendre à ne jamais baisser sa garde (VF : Pierre Tessier).
- Kazdan Paratus : Alors qu'il n'était encore qu'un Padawan, Kazdan Paratus montrait déjà des prédispositions surprenantes pour tout ce qui avait rapport à la technologie, et une aversion pour tous les exercices physiques qui entraient dans la formation d'un Chevalier. Il aurait vite été renvoyé du Temple Jedi si la vivacité de son intelligence ne lui avait pas permis de réussir les épreuves. Passé Maître dans l'art de la mécanique et de la robotique, Paratus utilisa ses capacités créatives pour triompher de son Maître dès sa première tentative, là où de nombreux autres avaient échoué avant lui. En construisant un droïde de combat très sophistiqué, et grâce à sa maîtrise de la Force, Kazdan avait su parfaitement négocié les épreuves. Le Conseil, impressionné par ses performances, lui accorda finalement le titre honorifique de Chevalier Jedi et fit de lui l'un des instructeurs de l'Académie des Padawans. Au fil des ans, Kazdan Paratus créa une véritable armée de droïdes pour assister les futurs Chevaliers Jedi dans leur formation. Il ne prit que rarement part aux combats, mais sa maîtrise des énergies cinétiques et de la Force lui permettait d'animer des droïdes de façon incroyablement réaliste. Quand la Guerre des Clones éclata, Kazdan accepta de prendre part aux combats en tant que Général, voyant là une occasion unique d'affronter les droïdes de combat avancés de la Confédération du Commerce et de les étudier de plus près. Pour se déplacer plus facilement sur le champ de bataille, ce Jedi minuscule se fabriqua un harnais monté sur de longues pattes semblables à celles d'une araignée. Cette invention conféra à Kazdan une vitesse et une agilité étonnantes qui, alliées à une parfaite maîtrise de sa pique-sabre laser, lui permirent de détruire à lui seul des légions entières de droïdes de la Confédération du Commerce. Durant les derniers jours de la Guerre des Clones, Kazdan retourna au Temple Jedi, où il continua de former de jeunes Padawans. Quand l'Ordre 66 conduisit Dark Vador devant les portes du Temple, il fut pris de panique. Alors que les autres Jedi tentaient courageusement de repousser le Seigneur Noir des Sith et son armée de Clones, Kazdan décida de quitter Coruscant à bord d'un cargo, n'emportant rien d'autre avec lui que ses outils et quelques prototypes de droïdes. Rongé par la mauvaise conscience, déterminé à lever une armée de droïdes qui viendrait à bout de Dark Vador et l'Empereur, Kazdan s'exila sur Raxus Prime, un monde distant servant de décharge galactique. Mais avec le temps, il devint un ermite paranoïaque, apeuré et résigné. Sa dévotion à l'Ordre Jedi se transforma en obsession : il entreprit d'en ressusciter tous les membres en recyclant la ferraille qui l'entourait, allant jusqu'à bâtir une réplique parfaite du Temple et de la salle du Conseil. Sa folie le rendit extrêmement dangereux. Il luttera au péril de sa vie pour défendre ce qu'il avait pu construire, invoquant la Force pour faire surgir de redoutable droïdes et éradiquer toute menace. Il fut tué par Starkiller, l'apprenti secret de Dark Vador, sur ordre de ce dernier (VF : Jacques Albaret)
- Leia Organa : Grande figure de la Rébellion, fille adoptive de Bail Organa (VF : Nathalie Homs).
- Kento Marek, Chevalier Jedi, père de Starkiller (VF : Pascal Germain).
- Ozzik Sturn : Chef des Forces Armées de l'Empire Galactique sur Kashyyyk (VF : Patrice Baudrier).
- Dark Desolous : Seigneur Sith Pau'an (VF : Patrick Borg) (seulement présent dans la version WII, PS2 et PSP).
- Dark Phobos : Seigneur Sith Thee'lin (seulement présent dans la version WII, PS2 et PSP).
- Sénateur Bail Organa : Fondateur de la Rébellion, il est le contact du Général Rahm Kota.

### Ennemis
- Luke Skywalker (VF : Serge Thiriet)
- Stormtrooper (VF : Xavier Fagnon) : soldats de l'armée Impériale.
- Feluciens : ennemis redoutables rencontrés sur la planète Felucia et capables de dresser des Rancors.
- Rodiens : redoutables chasseurs de primes parcourant la galaxie à la recherche d'un petit travail à effectuer.
- Rancors : gigantesques créatures puissantes présentes sur la planète Felucia.
- Sarlacc : sorte de ver géant dont la gueule béante forme un précipice dans le sable. Présent sur Felucia ainsi que sur Tatooine.
- Gardes de l'Empereur Palpatine / Dark Sidious.
- TR-TT et autres mécanoïdes de l'Empire Galactique.
- Miliciens de Maître Rahm Kota.
- Twi'lek (VF : Sophie Riffont)

### Planètes et endroits visités
- Usine de chasseurs TIE : usine produisant des véhicules Impériaux, en orbite de Nar Shaddaa.
- Raxus Prime : planète décharge infestée de ferrailleurs Rodiens.
- Felucia : planète organique recouverte de plantes toxiques. Endroit inhospitalier.
- L'Empirique : vaisseau-scientifique Impérial
- Bespin : capitale de la Cité des Nuages.
- Kashyyyk : planète natale des Wookiees.
- Felucia : où une bataille fait rage entre les Feluciens et l'Empire Galactique.
- Raxus Prime : usine Impériale de construction de super destroyers.
- Étoile de la Mort : encore en chantier.

Lieux supplémentaires (missions bonus sous forme de contenu à télécharger) :
- Vestiges du Temple Jedi sur Coruscant.
- Palais de Jabba le Hutt sur Tatooine.
- Base Echo sur Hoth (refuge des Rebelles sur la planète des Glaces).

Note : les missions sur Coruscant, Tatooine et Hoth forment la suite de la fin alternative du jeu Le Pouvoir de la Force (fin dans le Côté Obscur).
- Nar Shaddaa (uniquement sur PlayStation 2) : lune de Nal Hutta, recouverte d'urbanisation.

### Véhicules
- Rogue Shadow : vaisseau espion de l'Apprenti secret.
- AT-ST (TR-TT en français) : véhicules bipèdes de reconnaissance contrôlés par les soldats de l'armée Impériale.
- AT-AT (TB-TT), autre sorte de puissants robots, quadrupèdes cette fois-ci, appartenant à l'armée Impériale.

## Développement
LucasArts développe les versions PS3 et Xbox 360, alors que Krome Studios conçoit les versions PS2, PlayStation Portable et Wii, et que n-Space crée la version Nintendo DS. Universomo développe la version iOS, N-Gage et téléphone mobile, et Aspyr conçoit celles sur PC sous Windows et Mac OS X
Le jeu utilise le moteur physique de Grand Theft Auto IV nommé Euphoria pour gérer les ennemis, le moteur DMM pour définir les objets et leurs matières ainsi que Havok pour géréer les mouvements de ceux-ci.
La version Wii comporte un Mode Versus où l'on peut incarner un Jedi ou un Sith dans une arène, mais cependant, elle semble dépourvue de la technologie Euphoria, et les capacités des autres technologies semblent abaissées.

## Acteurs
Sam Witwer incarne Galen Marek, il a prêté son visage au jeu ainsi que sa voix dans la version originale. Nathalie Cox incarne Juno Eclipse et quant à Rahm Kota, il est incarné par Cully Fredricksen. L'actrice américaine Adrienne Wilkinson a servi de modèle pour créer le personnage Maris Brood. Elle a par ailleurs donné sa voix au personnage de la version anglophone.

## Ultimate Sith Edition
Cette édition regroupe le jeu original et toutes les extensions du Pouvoir de la Force (normalement téléchargeables mais payantes sur le PlayStation Store et le Live). Il s'agit d'une fin alternative du Pouvoir de la Force, dans le cas où le joueur termine la partie du Côté Obscur : Starkiller prend la place de Dark Vador après l'avoir terrassé. Il devient le nouvel exécuteur de l'Empereur et est chargé par ce dernier d'effectuer des missions d'assassinat :
- Tatooine, avec un combat contre Boba Fett et Obi-Wan "Ben" Kenobi.
- Hoth, avec un combat contre Luke Skywalker.
- Temple Jedi, avec un combat contre le Côté Obscur du héros.

L'Ultimate Sith Edition est sortie pour l'automne 2009 sur PlayStation 3, Xbox 360, PC (Windows et Mac OS X).
- Luke Skywalker (VF : Serge Thiriet)
- Obi-Wan "Ben" Kenobi (VF : Bruno Choël)
- Leia Organa : (VF : Nathalie Homs)

## Autres supports

### Livres
Le Pouvoir de la Force : Adaptation du jeu vidéo en roman par Sean Williams paru en français chez Fleuve noir

### Comics
Le Pouvoir de la Force : Adaptation du jeu vidéo en comics, paru en français aux éditions Delcourt